# Persone di nome Salvatore
| Questa pagina contiene informazioni ricavate automaticamente dalle voci biografiche con l'ausilio del template Bio e di un bot. L'aggiornamento è periodico e automatico e ricostruisce completamente la pagina. Se manca una persona in questa lista, sei pregato di non aggiungerla, ma accertati piuttosto che la sua voce biografica contenga il template Bio e che i dati anagrafici siano correttamente compilati. Se il template Bio manca, inseriscilo tu stesso o, in alternativa, metti l'avviso {{tmp\|Bio}} che ne segnala la mancanza. Se i dati riportati sono sbagliati, correggi direttamente la voce biografica; le modifiche saranno visibili in questa lista entro pochi giorni. Per chiarimenti vedi il progetto antroponimi. La lista contiene solo le 705 persone che sono citate nell'enciclopedia e per le quali è stato implementato correttamente il template Bio. Pagina aggiornata al 6 ago 2025. |

Questa è una lista di persone presenti nell'enciclopedia che hanno il nome Salvatore, suddivise per attività principale.

## Allenatori di calcio(26)
- Salvatore Alfieri, allenatore di calcio, dirigente sportivo e ex calciatore italiano (Cerignola, n. 1969)
- Salvatore Andracchio, allenatore di calcio e ex calciatore italiano (n. 1960)
- Salvatore Aronica, allenatore di calcio e ex calciatore italiano (Palermo, n. 1978)
- Salvatore Bertuccelli, allenatore di calcio e ex calciatore italiano (Messina, n. 1966)
- Salvatore Bianchetti, allenatore di calcio italiano (Catania, n. 1950)
- Salvatore Bocchetti, allenatore di calcio e ex calciatore italiano (Napoli, n. 1986)
- Salvatore Bruno, allenatore di calcio e ex calciatore italiano (Napoli, n. 1979)
- Salvatore Buoncammino, allenatore di calcio e ex calciatore italiano (Napoli, n. 1962)
- Salvatore Campilongo, allenatore di calcio, dirigente sportivo e ex calciatore italiano (Napoli, n. 1961)
- Salvatore D'Alterio, allenatore di calcio e ex calciatore italiano (Villaricca, n. 1980)
- Salvatore De Rosa, allenatore di calcio italiano (Pignataro Maggiore, n. 1931 - Getzville, † 2014)
- Salvatore Esposito, allenatore di calcio e ex calciatore italiano (Torre Annunziata, n. 1948)
- Salvatore Foti, allenatore di calcio e ex calciatore italiano (Palermo, n. 1988)
- Salvatore Fusco, allenatore di calcio e ex calciatore italiano (Pratola Serra, n. 1971)
- Salvatore Gambino, allenatore di calcio e ex calciatore tedesco (Hagen, n. 1983)
- Salvatore Garritano, allenatore di calcio e ex calciatore italiano (Cosenza, n. 1955)
- Salvatore Giunta, allenatore di calcio e ex calciatore italiano (Milano, n. 1967)
- Salvatore Jacolino, allenatore di calcio e ex calciatore italiano (Agrigento, n. 1950)
- Salvatore Lanna, allenatore di calcio e ex calciatore italiano (Carpi, n. 1976)
- Salvatore Matrecano, allenatore di calcio e ex calciatore italiano (Napoli, n. 1970)
- Salvatore Miceli, allenatore di calcio e ex calciatore italiano (Paola, n. 1974)
- Salvatore Antonio Nobile, allenatore di calcio e ex calciatore italiano (Copertino, n. 1964)
- Salvatore Pinna, allenatore di calcio e ex calciatore italiano (Sorso, n. 1975)
- Salvatore Russo, allenatore di calcio e ex calciatore italiano (Salerno, n. 1971)
- Salvatore Sullo, allenatore di calcio e ex calciatore italiano (Napoli, n. 1971)
- Salvatore Vullo, allenatore di calcio e ex calciatore italiano (Favara, n. 1953)

## Allenatori di calcio a 5(2)
- Salvatore Samperi, allenatore di calcio a 5 italiano (Catania, n. 1988)
- Salvatore Zaffiro, allenatore di calcio a 5 e ex giocatore di calcio a 5 italiano (Roma, n. 1969)

## Allenatori di pallacanestro(2)
- Salvatore Cabibbo, allenatore di pallacanestro italiano (Ragusa, n. 1977)
- Salvo Coppa, allenatore di pallacanestro italiano (Siracusa, n. 1979)

## Allenatori di pallamano(1)
- Salvatore Onelli, allenatore di pallamano e ex pallamanista italiano (Formia, n. 1976)

## Ammiragli(1)
- Salvatore Denti Amari di Pirajno, ammiraglio, aviatore e politico italiano (Napoli, n. 1875 - Bologna, † 1942)

## Antifascisti(1)
- Salvatore Principato, antifascista italiano (Piazza Armerina, n. 1892 - Milano, † 1944)

## Arbitri di calcio(1)
- Salvatore Racalbuto, ex arbitro di calcio italiano (Palma di Montechiaro, n. 1961)

## Archeologi(2)
- Salvatore Aurigemma, archeologo e epigrafista italiano (Monteforte Irpino, n. 1885 - Roma, † 1964)
- Salvatore Settis, archeologo e storico dell'arte italiano (Rosarno, n. 1941)

## Architetti(5)
- Salvatore Bianchi, architetto italiano (Roma, n. 1821 - Roma, † 1884)
- Salvatore Bisogni, architetto italiano (Napoli, n. 1932 - Napoli, † 2018)
- Salvatore Cardella, architetto italiano (Caltanissetta, n. 1896 - Palermo, † 1975)
- Salvatore Caronia Roberti, architetto e ingegnere italiano (Palermo, n. 1887 - Palermo, † 1970)
- Salvatore Di Pasquale, architetto italiano (Napoli, n. 1931 - Firenze, † 2004)

## Archivisti(1)
- Salvatore Maria Di Blasi, archivista e bibliotecario italiano (Palermo, n. 1719 - Palermo, † 1814)

## Arcivescovi cattolici(16)
- Salvatore Alepus, arcivescovo cattolico spagnolo (Morella, n. 1503 - † 1566)
- Salvatore Baldassarri, arcivescovo cattolico italiano (Faenza, n. 1907 - Ravenna, † 1982)
- Salvatore Cassisa, arcivescovo cattolico italiano (Trapani, n. 1921 - Palermo, † 2015)
- Salvatore Joseph Cordileone, arcivescovo cattolico statunitense (San Diego, n. 1956)
- Salvatore Di Cristina, arcivescovo cattolico italiano (Palermo, n. 1937)
- Salvatore Gristina, arcivescovo cattolico italiano (Sciara, n. 1946)
- Salvatore Isgrò, arcivescovo cattolico italiano (Barcellona Pozzo di Gotto, n. 1930 - Sassari, † 2004)
- Salvatore Ligorio, arcivescovo cattolico italiano (Grottaglie, n. 1948)
- Salvatore Magnasco, arcivescovo cattolico italiano (Portofino, n. 1806 - Genova, † 1892)
- Salvatore Nunnari, arcivescovo cattolico italiano (Reggio Calabria, n. 1939)
- Salvatore Pappalardo, arcivescovo cattolico italiano (Nicolosi, n. 1945)
- Salvatore Pennacchio, arcivescovo cattolico italiano (Marano, n. 1952)
- Salvatore da Ozieri, arcivescovo cattolico italiano (Ozieri, n. 1795 - Udhagamandalam, † 1863)
- Salvatore Tolu, arcivescovo cattolico italiano (Cargeghe, n. 1848 - Sassari, † 1914)
- Salvatore Ventimiglia, arcivescovo cattolico italiano (Palermo, n. 1721 - Palermo, † 1797)
- Salvatore Visco, arcivescovo cattolico italiano (Napoli, n. 1948)

## Artigiani(1)
- Salvatore Sacquegna, artigiano e scultore italiano (Lecce, n. 1877 - Lecce, † 1955)

## Artisti(4)
- Tvboy, artista e writer italiano (Palermo, n. 1980)
- Salvo, artista italiano (Leonforte, n. 1947 - Torino, † 2015)
- Salvatore Scarpitta, artista statunitense (New York, n. 1919 - † 2007)
- Tukios, artista e writer italiano (Napoli, n. 1991)

## Assassini seriali(1)
- Salvatore Avantaggiato, serial killer italiano (Corigliano d'Otranto, n. 1944)

## Atleti paralimpici(1)
- Salvatore Bianca, atleta paralimpico italiano (Gela, n. 2004)

## Attivisti(3)
- Salvatore Borsellino, attivista italiano (Palermo, n. 1942)
- Doddore Meloni, attivista italiano (Ittiri, n. 1943 - Uta, † 2017)
- Salvatore Ricciardi, attivista e brigatista italiano (Roma, n. 1940 - Roma, † 2020)

## Attori(22)
- Sergio Ammirata, attore e regista italiano (Palermo, n. 1935)
- Salvatore Baccaro, attore italiano (Roccamandolfi, n. 1932 - Novara, † 1984)
- Salvatore Billa, attore italiano (Catania, n. 1943 - Roma, † 2006)
- Sal Borgese, attore e stuntman italiano (Roma, n. 1937)
- Salvatore Campochiaro, attore italiano (Catania, n. 1893 - Catania, † 1983)
- Salvatore Cantalupo, attore italiano (Napoli, n. 1959 - Monserrato, † 2018)
- Salvatore Cascio, attore e personaggio televisivo italiano (Palazzo Adriano, n. 1979)
- Salvatore Esposito, attore e scrittore italiano (Napoli, n. 1986)
- Franco Folli, attore italiano (Napoli, n. 1924 - Napoli, † 2003)
- Turi Ferro, attore italiano (Catania, n. 1921 - Sant'Agata li Battiati, † 2001)
- Rino Gioielli, attore italiano (Torre Annunziata, n. 1939 - Portici, † 2016)
- Leo Gullotta, attore, doppiatore e comico italiano (Catania, n. 1946)
- Salvatore Landolina, attore e doppiatore italiano (Sanluri, n. 1944)
- Salvatore Lazzaro, attore italiano (Bronte, n. 1971)
- Salvatore Misticone, attore italiano (Napoli, n. 1945)
- Sal Mistretta, attore statunitense (New York, n. 1945 - Palm Springs, † 2023)
- Salvatore Palombi, attore italiano (Latina, n. 1966)
- Salvatore Puntillo, attore italiano (Rende, n. 1935 - Roma, † 2024)
- Salvo Randone, attore italiano (Siracusa, n. 1906 - Roma, † 1991)
- Salvatore Ruocco, attore italiano (Napoli, n. 1978)
- Salvatore Striano, attore italiano (Napoli, n. 1972)
- Salvatore Termini, attore italiano (Palermo, n. 1967)

## Attori teatrali(5)
- Salvatore Cafiero, attore teatrale, commediografo e comico italiano (Napoli, n. 1882 - Napoli, † 1965)
- Salvatore De Muto, attore teatrale italiano (Napoli, n. 1876 - Napoli, † 1970)
- Salvatore Fabbrichesi, attore teatrale italiano (Venezia, n. 1772 - Verona, † 1827)
- Totò Majorana, attore teatrale italiano (Militello in Val di Catania, n. 1874 - Roma, † 1944)
- Salvatore Petito, attore teatrale italiano (Napoli, n. 1795 - Napoli, † 1869)

## Autori televisivi(1)
- Depsa, autore televisivo, paroliere e musicista italiano (Portici, n. 1954)

## Avvocati(12)
- Salvatore Barzilai, avvocato, criminologo e politico italiano (Trieste, n. 1860 - Roma, † 1939)
- Salvatore Distefano Noce, avvocato e politico italiano (Catania, n. 1850 - Tremestieri Etneo, † 1941)
- Salvatore Ferraro, avvocato italiano (Locri, n. 1967)
- Salvatore Fratellini, avvocato e politico italiano (Spoleto, n. 1854 - Spoleto, † 1929)
- Salvatore Fusco, avvocato e politico italiano (Napoli, n. 1841 - Napoli, † 1906)
- Salvatore Gallo Poggi, avvocato e politico italiano (Catania, n. 1875 - Catania, † 1968)
- Salvatore Ottolenghi, avvocato e politico italiano (Asti, n. 1831 - Milano, † 1895)
- Salvatore Parpaglia, avvocato e politico italiano (Bosa, n. 1831 - Bosa, † 1916)
- Salvatore Renda, avvocato e politico italiano (Nicastro, n. 1867 - Nicastro, † 1942)
- Salvo Sallemi, avvocato e politico italiano (Vittoria, n. 1977)
- Salvatore Sini, avvocato e scrittore italiano (Sarule, n. 1873 - Nuoro, † 1954)
- Salvatore Paola Verdura, avvocato e politico italiano (Catania, n. 1837 - Catania, † 1916)

## Baritoni(1)
- Salvatore Marchesi, baritono, compositore e traduttore italiano (Palermo, n. 1822 - Parigi, † 1908)

## Bassi(1)
- Salvatore Baccaloni, basso e attore italiano (Roma, n. 1900 - New York, † 1969)

## Biologi(1)
- Salvatore Venuta, biologo e oncologo italiano (Celle di Bulgheria, n. 1944 - Catanzaro, † 2007)

## Blogger(1)
- Salvatore Aranzulla, blogger e imprenditore italiano (Mirabella Imbaccari, n. 1990)

## Botanici(3)
- Salvatore Brullo, botanico italiano (Modica, n. 1947)
- Salvatore Gentile, botanico e naturalista italiano (Nicosia, n. 1934)
- Salvatore Trapani, botanico italiano (Trapani, n. 1933)

## Briganti(1)
- Salvatore Giuliano, brigante italiano (Montelepre, n. 1922 - Castelvetrano, † 1950)

## Calciatori(37)
- Salvatore Armidoro, ex calciatore italiano (Forio, n. 1955)
- Salvatore Aurelio, ex calciatore italiano (Napoli, n. 1986)
- Salvatore Bagni, ex calciatore e dirigente sportivo italiano (Correggio, n. 1956)
- Salvatore Bindi, calciatore italiano (Campolongo sul Brenta, n. 1909 - Molfetta, † 1972)
- Salvatore Burrai, calciatore italiano (Sassari, n. 1987)
- Salvatore Calvanese, calciatore e allenatore di calcio argentino (Buenos Aires, n. 1934 - Buenos Aires, † 2019)
- Salvatore Calì, calciatore italiano
- Salvatore Calò, ex calciatore svizzero (n. 1980)
- Salvatore Cascella, ex calciatore italiano (Margherita di Savoia, n. 1952)
- Salvatore Centorame, calciatore italiano (Pescara, n. 1926)
- Salvatore D'Elia, calciatore italiano (Mugnano di Napoli, n. 1989)
- Salvatore Di Gennaro, calciatore italiano (Catania, n. 1912)
- Salvatore Elia, calciatore italiano (Prato, n. 1999)
- Salvatore Esposito, calciatore italiano (Castellammare di Stabia, n. 2000)
- Salvatore Ferraro, ex calciatore italiano (Catanzaro, n. 1983)
- Salvatore Fidomanzo, calciatore italiano (Messina, n. 1908)
- Salvatore Fresi, ex calciatore italiano (La Maddalena, n. 1973)
- Salvatore Giorgetti, calciatore e allenatore di calcio italiano (Viareggio, n. 1907)
- Salvatore Guastella, ex calciatore italiano (Rosolini, n. 1963)
- Salvatore Maresca, calciatore italiano (Torre Annunziata, n. 1908 - Sant'Agnello, † 1979)
- Salvatore Martire, calciatore italiano (Barletta, n. 1931 - Foggia, † 2017)
- Salvatore Masiello, ex calciatore italiano (Napoli, n. 1982)
- Salvatore Mastronunzio, calciatore italiano (Empoli, n. 1979)
- Salvatore Mazzarano, calciatore italiano (Massafra, n. 1965 - Massafra, † 2024)
- Salvatore Molina, calciatore italiano (Garbagnate Milanese, n. 1992)
- Salvatore Monaco, calciatore italiano (Napoli, n. 1992)
- Salvatore Musmeci, calciatore e allenatore di calcio italiano (Milano, n. 1911 - † 1969)
- Salvatore Perrucci, calciatore italiano (Taranto, n. 1913 - Taranto, † 1975)
- Salvatore Pesce, ex calciatore italiano (Andria, n. 1961)
- Salvatore Profumo, calciatore italiano
- Salvatore Ranghino, calciatore italiano
- Salvatore Roncoroni, calciatore italiano (n. 1900)
- Salvatore Schillaci, calciatore italiano (Palermo, n. 1964 - Palermo, † 2024)
- Salvatore Sirigu, calciatore italiano (Nuoro, n. 1987)
- Salvatore Tarantino, ex calciatore italiano (Palermo, n. 1960)
- Salvatore Vicari, ex calciatore italiano (Lercara Friddi, n. 1981)
- Salvatore Zizzo, ex calciatore statunitense (San Diego, n. 1987)

## Canottieri(1)
- Salvatore Amitrano, ex canottiere italiano (Castellammare di Stabia, n. 1975)

## Cantanti(6)
- Sully Erna, cantante statunitense (Lawrence, n. 1968)
- Salvatore Papaccio, cantante italiano (Napoli, n. 1890 - Napoli, † 1977)
- Mario Pasqualillo, cantante italiano (Napoli, n. 1892 - Napoli, † 1973)
- Erz, cantante italiano (n. 1967)
- Franco Ricci, cantante e attore italiano (Napoli, n. 1916 - Napoli, † 1997)
- Sal Da Vinci, cantante e attore italiano (New York, n. 1969)

## Cantautori(4)
- Salvatore Adamo, cantautore italiano (Comiso, n. 1943)
- Franco Moreno, cantautore italiano (Melito di Napoli, n. 1958)
- Toto Cutugno, cantautore, compositore e paroliere italiano (Fosdinovo, n. 1943 - Milano, † 2023)
- Salvatore Vinciguerra, cantautore italiano (Bologna, n. 1944)

## Cardinali(3)
- Salvatore De Giorgi, cardinale e arcivescovo cattolico italiano (Vernole, n. 1930)
- Salvatore Nobili Vitelleschi, cardinale e arcivescovo cattolico italiano (Roma, n. 1818 - Roma, † 1875)
- Salvatore Pappalardo, cardinale e arcivescovo cattolico italiano (Villafranca Sicula, n. 1918 - Palermo, † 2006)

## Cavalieri(1)
- Salvatore Oppes, cavaliere italiano (Pozzomaggiore, n. 1909 - Roma, † 1987)

## Cestisti(4)
- Salvatore Genovese, cestista italiano (Erice, n. 1987)
- Salvatore Lanzafame, cestista e pallanuotista italiano (Acireale, n. 1933 - Catania, † 2009)
- Salvatore Parlato, cestista italiano (Avellino, n. 1986)
- Salvatore Parrillo, cestista italiano (Benevento, n. 1992)

## Chirurghi(2)
- Salvatore Calandruccio, chirurgo e entomologo italiano (Taormina, n. 1855 - Fiumefreddo di Sicilia, † 1908)
- Salvatore Rocca Rossetti, chirurgo italiano (Napoli, n. 1927 - Torino, † 2018)

## Chitarristi(1)
- Eddie Lang, chitarrista statunitense (Filadelfia, n. 1902 - New York, † 1933)

## Ciclisti su strada(8)
- Salvatore Cavallaro, ex ciclista su strada italiano (Paternò, n. 1962)
- Salvatore Commesso, ex ciclista su strada e dirigente sportivo italiano (Torre del Greco, n. 1975)
- Salvatore Crippa, ciclista su strada italiano (Monza, n. 1914 - Monza, † 1971)
- Salvatore Criscione, ex ciclista su strada italiano (Ragusa, n. 1966)
- Salvatore Maccali, ex ciclista su strada italiano (Milano, n. 1955)
- Salvatore Palmucci, ex ciclista su strada sammarinese (Roma, n. 1940)
- Salvatore Puccio, ciclista su strada italiano (Menfi, n. 1989)
- Salvatore Scamardella, ex ciclista su strada italiano (Napoli, n. 1979)

## Collezionisti d'arte(1)
- Salvatore Biondi, collezionista d'arte e storico italiano (Cerreto Sannita, n. 1885 - Benevento, † 1973)

## Comici(2)
- Salvatore Ficarra, comico, attore e cabarettista italiano (Palermo, n. 1971)
- Salvatore Marino, comico, cabarettista e attore italiano (Asmara, n. 1960)

## Compositori(18)
- Salvatore Agnelli, compositore italiano (Palermo, n. 1817 - Marsiglia, † 1874)
- Salvatore Allegra, compositore e direttore d'orchestra italiano (Palermo, n. 1897 - Firenze, † 1993)
- Salvatore Auteri Manzocchi, compositore italiano (Palermo, n. 1845 - Parma, † 1924)
- Salvatore Bonafede, compositore e pianista italiano (Palermo, n. 1962)
- Salvatore Cardillo, compositore italiano (Napoli, n. 1874 - New York, † 1947)
- Salvatore Caroleo, compositore e direttore di banda italiano (Catanzaro, n. 1916 - Catanzaro, † 1989)
- Salvatore Caroleo, compositore e direttore d'orchestra italiano (Catanzaro, n. 1880 - Ascoli Piceno, † 1958)
- Salvatore Cirillo, compositore, pianista e arrangiatore italiano (Marcianise, n. 1972)
- Salve D'Esposito, compositore e direttore d'orchestra italiano (Sorrento, n. 1903 - Roma, † 1982)
- Salvatore Fabrizio, compositore, paroliere e produttore discografico italiano (Milano, n. 1948)
- Salvatore Fighera, compositore italiano (Gravina in Puglia, n. 1771 - Napoli, † 1832)
- Salvatore Gallotti, compositore italiano (Gallarate, n. 1856 - Milano, † 1928)
- Salvatore Martirano, compositore statunitense (Yonkers, n. 1927 - Urbana, † 1995)
- Salvatore Mazzocco, compositore e paroliere italiano (Napoli, n. 1915 - Napoli, † 1976)
- Salvatore Pappalardo, compositore italiano (Catania, n. 1817 - Napoli, † 1884)
- Salvatore Pucci, compositore, direttore di banda e editore italiano (Nocera Inferiore, n. 1894 - Portici, † 1977)
- Salvatore Sacchi, compositore italiano (Cerignola, n. 1572 - † 1622)
- Salvatore Sciarrino, compositore italiano (Palermo, n. 1947)

## Conduttori televisivi(1)
- Tory Belleci, conduttore televisivo e effettista statunitense (Monterey, n. 1970)

## Criminali(3)
- Bill Bonanno, criminale e scrittore statunitense (New York, n. 1932 - Tucson, † 2008)
- Salvatore Buzzi, criminale e imprenditore italiano (Roma, n. 1955)
- Salvatore Mancuso Gómez, criminale colombiano (Montería, n. 1964)

## Critici letterari(1)
- Salvatore Frascino, critico letterario e educatore italiano (Acquaformosa, n. 1899 - Grosseto, † 1969)

## Critici musicali(1)
- Eddy Cilìa, critico musicale e blogger italiano (Torino, n. 1961)

## Cuochi(2)
- Salvatore Cuomo, cuoco, imprenditore e personaggio televisivo italiano (Napoli, n. 1972)
- Salvatore Ghinelli, cuoco italiano (Rimini, n. 1873 - Rimini, † 1939)

## Danzatori(1)
- Salvatore Viganò, ballerino, coreografo e compositore italiano (Napoli, n. 1769 - Milano, † 1821)

## Diplomatici(3)
- Salvatore Contarini, diplomatico e politico italiano (Palermo, n. 1867 - Roma, † 1945)
- Salvatore Pes, marchese di Villamarina, diplomatico e politico italiano (Cagliari, n. 1808 - Torino, † 1877)
- Salvatore Saraceno, diplomatico italiano (Augusta, n. 1923 - Roma, † 1977)

## Direttori della fotografia(1)
- Salvatore Totino, direttore della fotografia statunitense (New York, n. 1964)

## Dirigenti d'azienda(2)
- Salvatore Sardo, dirigente d'azienda italiano (Torino, n. 1952)
- Salvatore Segrè Sartorio, dirigente d'azienda e politico italiano (Trieste, n. 1865 - Trieste, † 1949)

## Dirigenti pubblici(1)
- Salvatore Papale, dirigente pubblico e politico italiano (Catania, † 1988)

## Dirigenti sportivi(9)
- Salvatore Avallone, dirigente sportivo e ex calciatore italiano (Salerno, n. 1969)
- Salvatore Crispino, dirigente sportivo italiano
- Salvatore Di Somma, dirigente sportivo, allenatore di calcio e ex calciatore italiano (Castellammare di Stabia, n. 1948)
- Salvatore Gualtieri, dirigente sportivo italiano (Crotone, n. 1960)
- Salvatore Mancuso, dirigente sportivo e ex ciclista su strada italiano (Milazzo, n. 1986)
- Salvatore Monaco, dirigente sportivo e ex calciatore italiano (Torre Annunziata, n. 1972)
- Salvatore Sanzo, dirigente sportivo e ex schermidore italiano (Pisa, n. 1975)
- Salvatore Soviero, dirigente sportivo, allenatore di calcio e ex calciatore italiano (Nola, n. 1973)
- Totò Vilardo, dirigente sportivo e calciatore italiano (Palermo, n. 1909)

## Disc jockey(1)
- Sasà Capobianco, disc jockey e direttore artistico italiano (Napoli, n. 1954)

## Divulgatori scientifici(1)
- Salvatore Arcidiacono, divulgatore scientifico e chimico italiano (Acireale, n. 1927 - † 1998)

## Economisti(5)
- Salvatore Biasco, economista e politico italiano (Roma, n. 1939 - Roma, † 2022)
- Salvatore Cognetti de Martiis, economista italiano (Bari, n. 1844 - Torino, † 1901)
- Salvatore Majorana Calatabiano, economista e politico italiano (Militello in Val di Catania, n. 1825 - Roma, † 1897)
- Salvatore Marchese, economista, giurista e politico italiano (Misterbianco, n. 1811 - Misterbianco, † 1880)
- Salvatore Rossi, economista, banchiere e dirigente d'azienda italiano (Bari, n. 1949)

## Editori(2)
- Salvatore Fausto Flaccovio, editore italiano (Palermo, n. 1915 - Palermo, † 1989)
- Salvatore Sciascia, editore italiano (Sommatino, n. 1919 - Bari, † 1986)

## Educatori(1)
- Salvatore Salvatori, educatore italiano (Casalbuttano ed Uniti, n. 1899 - Roma, † 1983)

## Etnologi(1)
- Salvatore Salomone Marino, etnologo, medico e scrittore italiano (Borgetto, n. 1847 - Palermo, † 1916)

## Fantini(1)
- Salvatore Ladu, fantino italiano (Bono, n. 1958)

## Filantropi(1)
- Salvatore Cacciola, filantropo e medico italiano (Taormina, n. 1846 - Taormina, † 1927)

## Filologi(2)
- Salvatore Battaglia, filologo, grammatico e critico letterario italiano (Catania, n. 1904 - Napoli, † 1971)
- Salvatore Silvano Nigro, filologo, critico letterario e storico della letteratura italiano (Carlentini, n. 1946)

## Filosofi(2)
- Salvatore Natoli, filosofo italiano (Patti, n. 1942)
- Salvatore Veca, filosofo italiano (Roma, n. 1943 - Milano, † 2021)

## Fisarmonicisti(1)
- Salvatore di Gesualdo, fisarmonicista italiano (Fossa, n. 1940 - Firenze, † 2012)

## Fisici(3)
- Salvatore Dal Negro, fisico e presbitero italiano (Venezia, n. 1768 - Padova, † 1839)
- Salvatore Ganci, fisico italiano (Floridia, n. 1946)
- Salvatore Notarrigo, fisico italiano (Villarosa, n. 1931 - Catania, † 1998)

## Fisioterapisti(1)
- Salvatore Carmando, fisioterapista italiano (Salerno, n. 1943)

## Fotografi(1)
- Salvatore Andreola, fotografo italiano (Orsogna, n. 1890 - Milano, † 1970)

## Francescani(1)
- Salvatore da Horta, francescano e santo spagnolo (Santa Coloma de Farners, n. 1520 - Cagliari, † 1567)

## Fumettisti(2)
- Salvatore Deidda, fumettista italiano (Seui, n. 1953 - Genova, † 1990)
- Sal Velluto, fumettista italiano (Taranto, n. 1956)

## Funzionari(3)
- Salvatore Aversa, funzionario italiano (Castrolibero, n. 1933 - Lamezia Terme, † 1992)
- Salvatore Maniscalco, funzionario italiano (Messina, n. 1813 - Marsiglia, † 1864)
- Salvatore Sechi, funzionario italiano (Tempio Pausania, n. 1935 - Roma, † 2015)

## Generali(7)
- Salvatore Camporeale, generale italiano (Barletta, n. 1962)
- Salvatore Castagna, generale italiano (Caltagirone, n. 1897 - Roma, † 1977)
- Salvatore Farina, generale italiano (Gallipoli, n. 1957)
- Salvatore La Ferla, generale italiano (Augusta, n. 1863 - Roma, † 1931)
- Salvatore Luongo, generale italiano (Napoli, n. 1962)
- Salvatore Pagano, generale italiano (Arena, n. 1875 - Roma, † 1950)
- Salvatore Pelligra, generale italiano (Comiso, n. 1891 - Signo, † 1943)

## Ginnasti(1)
- Salvatore Maresca, ginnasta italiano (Castellammare di Stabia, n. 1993)

## Giocatori di baseball(1)
- Salvatore Varriale, ex giocatore di baseball, allenatore di baseball e dirigente sportivo italiano (New York, n. 1948)

## Giocatori di biliardo(1)
- Salvatore Mannone, giocatore di biliardo italiano (Salemi, n. 1958)

## Giocatori di poker(1)
- Salvatore Bonavena, giocatore di poker italiano (Cessaniti, n. 1965)

## Giornalisti(11)
- Salvatore Abbate Migliore, giornalista italiano (Palermo, n. 1820 - † 1896)
- Salvatore Cannavò, giornalista, editore e politico italiano (Linguaglossa, n. 1964)
- Salvatore Carrubba, giornalista e scrittore italiano (Catania, n. 1951)
- Salvatore Cusimano, giornalista italiano (Santa Flavia, n. 1954)
- Salvatore Giannella, giornalista italiano (Trinitapoli, n. 1949)
- Salvatore Lo Presti, giornalista e saggista italiano (Marsala, n. 1940 - Torino, † 2024)
- Salvatore Minieri, giornalista e scrittore italiano (n. 1973)
- Salvatore Totò Rizzo, giornalista e scrittore italiano (Acireale, n. 1936 - Acireale, † 1986)
- Salvo Sottile, giornalista, conduttore televisivo e scrittore italiano (Palermo, n. 1973)
- Salvatore Spoto, giornalista e scrittore italiano (Catania, n. 1944)
- Rino Tommasi, giornalista, conduttore televisivo e telecronista sportivo italiano (Verona, n. 1934 - Roma, † 2025)

## Giuristi(8)
- Salvatore D'Erasmo, giurista e dirigente d'azienda italiano (Crotone, n. 1942)
- Salvatore Foderaro, giurista e politico italiano (Cortale, n. 1908 - Roma, † 1979)
- Salvatore Galgano, giurista italiano (Albano di Lucania, n. 1887 - Roma, † 1965)
- Salvatore Mazzamuto, giurista italiano (Palermo, n. 1947)
- Salvatore Palazzolo, giurista italiano (Palermo, n. 1923 - Roma, † 2000)
- Salvatore Pugliatti, giurista italiano (Messina, n. 1903 - Ragusa, † 1976)
- Salvatore Riccobono, giurista italiano (San Giuseppe Jato, n. 1864 - Roma, † 1958)
- Salvatore Satta, giurista e scrittore italiano (Nuoro, n. 1902 - Roma, † 1975)

## Grecisti(1)
- Salvatore Nicosia, grecista italiano (Vallelunga Pratameno, n. 1940)

## Hockeisti su ghiaccio(1)
- Salvatore Sorrenti, ex hockeista su ghiaccio italiano (Cittiglio, n. 1978)

## Imprenditori(8)
- Salvatore Capezio, imprenditore italiano (Muro Lucano, n. 1871 - † 1940)
- Salvatore Curaba, imprenditore e ex calciatore belga (La Louvière, n. 1963)
- Salvatore Ligresti, imprenditore italiano (Paternò, n. 1932 - Milano, † 2018)
- Salvatore Massimino, imprenditore e dirigente sportivo italiano (Catania, n. 1932 - Acireale, † 2005)
- Salvatore Matarrese, imprenditore e dirigente d'azienda italiano (Andria, n. 1908 - Bari, † 1977)
- Salvatore Naldi, imprenditore e dirigente sportivo italiano (Napoli, n. 1954)
- Salvatore Palazzotto, imprenditore italiano (Palermo, n. 1751 - Palermo, † 1824)
- Salvatore Puglisi Cosentino, imprenditore italiano (Acireale, n. 1917 - Acireale, † 1994)

## Ingegneri(7)
- Salvatore Boscarino, ingegnere e restauratore italiano (Catania, n. 1925 - Catania, † 2001)
- Salvatore De Meis, ingegnere e storico della scienza italiano (Sulmona, n. 1930 - Milano, † 2016)
- Salvatore Matarrese, ingegnere, dirigente d'azienda e politico italiano (Bari, n. 1962)
- Salvatore Orlando, ingegnere e politico italiano (Genova, n. 1856 - Livorno, † 1926)
- Salvatore Piccioli, ingegnere e cartografo italiano
- Salvatore Rebecchini, ingegnere e politico italiano (Roma, n. 1891 - Roma, † 1977)
- Salvatore Sciuto Patti, ingegnere e architetto italiano (Catania, n. 1877 - Bologna, † 1926)

## Insegnanti(2)
- Salvatore Agresta, docente e pedagogista italiano (Mesoraca, n. 1944)
- Salvatore Caricati, insegnante e poeta italiano (Lequile, n. 1793 - Massafra, † 1876)

## Intarsiatori(1)
- Salvatore Petagna, intarsiatore italiano (Sorrento, n. 1893 - Sorrento, † 1971)

## Inventori(3)
- Salvatore Carcano, inventore italiano (Bobbiate, n. 1827 - Torino, † 1903)
- Salvatore Cortese, inventore italiano (Napoli, n. 1933 - Napoli, † 2007)
- Salvatore Franco, inventore italiano (Biancavilla, n. 1868 - Trieste, † 1934)

## Karateka(1)
- Salvatore Loria, karateka italiano (Torino, n. 1975)

## Latinisti(1)
- Salvatore D'Elia, latinista e storico italiano (Pietracatella, n. 1928 - Napoli, † 2002)

## Letterati(2)
- Salvatore Betti, letterato italiano (Roma, n. 1792 - Roma, † 1882)
- Salvatore Massonio, letterato, medico e storico italiano (L'Aquila, n. 1559 - L'Aquila, † 1629)

## Linguisti(1)
- Salvatore Bucca, linguista italiano (Barcellona Pozzo di Gotto, n. 1920 - Buenos Aires, † 2005)

## Lottatori(3)
- Salvatore Campanella, ex lottatore italiano (Catania, n. 1969)
- Salvatore Purpura, lottatore italiano (Termini Imerese, n. 1987)
- Salvatore Rinella, ex lottatore italiano (Termini Imerese, n. 1975)

## Maestri di scherma(1)
- Salvatore Di Naro, maestro di scherma italiano (Marigliano, n. 1938)

## Mafiosi(35)
- Salvatore Adelfio, mafioso italiano (Palermo, n. 1966)
- Salvatore Annacondia, mafioso e collaboratore di giustizia italiano (Trani, n. 1957)
- Salvatore Aquino, mafioso italiano (Marina di Gioiosa Ionica, n. 1944 - Marina di Gioiosa Ionica, † 2025)
- Sam Battaglia, mafioso statunitense (Chicago, n. 1908 - Chicago, † 1973)
- Salvatore Biondino, mafioso italiano (Palermo, n. 1953)
- Salvatore Biondo, mafioso italiano (Palermo, n. 1956)
- Salvatore Briguglio, mafioso statunitense (Union City, n. 1930 - Little Italy, † 1978)
- Salvatore Cancemi, mafioso e collaboratore di giustizia italiano (Palermo, n. 1942 - Trapani, † 2011)
- Salvatore Cappello, mafioso italiano (Catania, n. 1959)
- Salvatore Catalanotte, mafioso italiano (Salemi, n. 1893 - Detroit, † 1930)
- Salvatore Cinà, mafioso italiano (Bivona, n. 1874)
- Salvatore Contorno, mafioso e collaboratore di giustizia italiano (Palermo, n. 1946)
- Salvatore D'Aquila, mafioso italiano (Palermo, n. 1873 - New York, † 1928)
- Salvatore Di Maio, mafioso italiano (Nocera Inferiore, n. 1958)
- Salvatore Giuliano, mafioso e collaboratore di giustizia italiano (Napoli, n. 1954)
- Sammy Gravano, mafioso e collaboratore di giustizia statunitense (New York, n. 1945)
- Salvatore Greco, mafioso italiano (Ciaculli, n. 1923 - Caracas, † 1978)
- Salvatore Grigoli, mafioso e collaboratore di giustizia italiano (Palermo, n. 1963)
- Salvatore Inzerillo, mafioso italiano (Palermo, n. 1944 - Palermo, † 1981)
- Salvatore La Barbera, mafioso italiano (Palermo, n. 1922 - Palermo, † 1963)
- Salvatore Lo Piccolo, mafioso italiano (Palermo, n. 1942)
- Salvatore Maranzano, mafioso italiano (Castellammare del Golfo, n. 1886 - New York, † 1931)
- Salvatore Miceli, mafioso italiano (Salemi, n. 1946)
- Salvatore Montagna, mafioso canadese (Montréal, n. 1971 - Charlemagne, † 2011)
- Salvatore Montalto, mafioso italiano (Villabate, n. 1936 - Milano, † 2012)
- Salvatore Pelle, mafioso italiano (San Luca, n. 1957)
- Salvatore Pillera, mafioso italiano (Catania, n. 1954)
- Totò Riina, mafioso e terrorista italiano (Corleone, n. 1930 - Parma, † 2017)
- Salvatore Russo, mafioso italiano (Nola, n. 1958)
- Salvatore Sabella, mafioso italiano (Castellammare del Golfo, n. 1891 - Filadelfia, † 1962)
- Salvatore Scaglione, mafioso italiano (Palermo, n. 1940)
- Salvatore Scala, mafioso statunitense (Fort Lee, n. 1944 - Butner, † 2008)
- Salvatore Serra, mafioso italiano (Pagani, n. 1949 - Ascoli Piceno, † 1981)
- Salvatore Sperlinga, mafioso statunitense (Somerville, † 1980)
- Vito Vitale, mafioso italiano (Partinico, n. 1959)

## Magistrati(10)
- Salvatore Boemi, ex magistrato italiano (Reggio Calabria, n. 1943)
- Salvatore Buscema, magistrato italiano (Donnalucata, n. 1924 - Roma, † 2014)
- Salvatore Gatti, magistrato e politico italiano (Anagni, n. 1879 - Anzio, † 1951)
- Salvatore Messina, magistrato e giurista italiano (Prizzi, n. 1882 - † 1950)
- Salvatore Murena, magistrato e politico italiano (Napoli, n. 1805 - Roma, † 1867)
- Salvatore Pagliano, magistrato e politico italiano (Napoli, n. 1852 - Napoli, † 1937)
- Salvatore Scoca, magistrato e politico italiano (Calitri, n. 1894 - Roma, † 1962)
- Salvatore Senese, magistrato e politico italiano (Tarsia, n. 1935 - Prato, † 2019)
- Salvatore Vecchione, ex magistrato italiano (La Spezia, n. 1934)
- Salvatore Vella, magistrato italiano (Erice, n. 1969)

## Maratoneti(3)
- Salvatore Bettiol, ex maratoneta italiano (Volpago del Montello, n. 1961)
- Salvatore Costantino, maratoneta e mezzofondista italiano (Napoli, n. 1919 - Napoli, † 1973)
- Salvatore Nicosia, ex maratoneta e mezzofondista italiano (Motta Sant'Anastasia, n. 1963)

## Marciatori(1)
- Salvatore Cascino, marciatore italiano (Palermo, n. 1917 - Palermo, † 1990)

## Matematici(4)
- Salvatore Cherubino, matematico italiano (Napoli, n. 1885 - Pisa, † 1970)
- Salvatore Ciampa, matematico italiano (Vico Equense, n. 1930 - Pisa, † 1973)
- Salvatore Correnti, matematico italiano (Palermo, n. 1899 - Palermo, † 1948)
- Salvatore Pincherle, matematico italiano (Trieste, n. 1853 - Bologna, † 1936)

## Medici(8)
- Salvatore Calabrese, medico italiano (Campi Salentina, n. 1903 - Bologna, † 1973)
- Salvatore Citelli, medico e chirurgo italiano (Regalbuto, n. 1875 - Catania, † 1947)
- Salvatore De Renzi, medico e scrittore italiano (Paternopoli, n. 1800 - Napoli, † 1872)
- Salvatore Maugeri, medico italiano (Aci Catena, n. 1905 - Milano, † 1985)
- Salvatore Ottolenghi, medico italiano (Asti, n. 1861 - Roma, † 1934)
- Salvatore Siena, medico italiano (Siracusa, n. 1955)
- Salvatore Tomaselli, medico italiano (Nicolosi, n. 1830 - Catania, † 1906)
- Salvatore Giuseppe Vicario, medico e saggista italiano (Galati Mamertino, n. 1927 - Fonte Nuova, † 2019)

## Mercanti d'arte(1)
- Salvatore Romano, mercante d'arte e antiquario italiano (Meta di Sorrento, n. 1875 - Firenze, † 1955)

## Meteorologi(1)
- Salvatore Furia, meteorologo e poeta italiano (Catania, n. 1924 - Varese, † 2010)

## Mezzofondisti(2)
- Salvatore Antibo, ex mezzofondista italiano (Altofonte, n. 1962)
- Salvatore Mastroieni, mezzofondista italiano (Sant'Alessio Siculo, n. 1914 - Sant'Alessio Siculo, † 1996)

## Militari(19)
- Salvatore Bono, militare italiano (Campobello di Mazara, n. 1920 - Campobello di Mazara, † 1999)
- Salvatore Corrias, militare e partigiano italiano (San Nicolò Gerrei, n. 1909 - Bugone di Moltrasio, † 1945)
- Salvatore Gattoni, militare e aviatore italiano (Venezia, n. 1916 - Mar Mediterraneo, † 1943)
- Salvatore Giuliano, militare italiano (Roccella Valdemone, n. 1885 - Amhara, † 1938)
- Salvatore Giunta, militare statunitense (Iowa, n. 1985)
- Salvatore Misdea, militare italiano (Girifalco, n. 1862 - Napoli, † 1884)
- Salvatore Moriconi, militare italiano (Terni, n. 1914 - strada per Cherta, † 1938)
- Salvatore Pelosi, militare italiano (Montella, n. 1906 - Terranova da Sibari, † 1974)
- Salvatore Pennisi, militare italiano (Sant'Alfio, n. 1913 - Roma, † 1988)
- Salvatore Perfetti, militare italiano (Piobbico, n. 1896 - Carso, † 1917)
- Salvatore Pietrocola, militare italiano (Minervino Murge, n. 1905 - Malca Guba, † 1936)
- Salvatore Puglisi, militare italiano (Palermo, n. 1913 - Spagna, † 1938)
- Salvatore Raiti, militare italiano (Siracusa, n. 1962 - Palermo, † 1982)
- Salvatore Sassi, militare e aviatore italiano (Lecco, n. 1910 - Noari, † 1937)
- Salvatore Todaro, militare italiano (Messina, n. 1908 - al largo di La Galite, Tunisia, † 1942)
- Salvatore Toscano, militare e marinaio italiano (Imola, n. 1897 - Mar Mediterraneo, † 1941)
- Salvatore Venere, militare italiano (Fasano, n. 1901 - Homoljanscki-Klanac, † 1942)
- Salvatore Vinci, militare italiano (Bidonì, n. 1952 - San Giacomo Vercellese, † 1989)
- Salvatore Zappalà, militare italiano (Petralia Sottana, n. 1893 - Sollum, † 1942)

## Musicisti(2)
- Salvatore Gambardella, musicista e paroliere italiano (Napoli, n. 1871 - Napoli, † 1913)
- Tony Piaceri, musicista, cantante e compositore italiano (Capoterra, n. 1930 - Capoterra, † 2014)

## Musicologi(1)
- Salvatore Enrico Failla, musicologo, musicista e compositore italiano (Catania, n. 1938 - Catania, † 2008)

## Naturalisti(2)
- Salvatore Lo Bianco, naturalista e zoologo italiano (Napoli, n. 1860 - Napoli, † 1910)
- Salvatore Portal, naturalista e botanico italiano (Biancavilla, n. 1789 - † 1854)

## Navigatori(1)
- Salvatore Castiglia, marinaio, diplomatico e patriota italiano (Palermo, n. 1819 - Napoli, † 1895)

## Nobili(3)
- Salvatore Branciforte, nobile, politico e militare italiano (Palermo, n. 1727 - Napoli, † 1799)
- Salvatore Cubello, nobile italiano (Oristano, n. 1404 - Oristano, † 1470)
- Salvatore Pappacoda, II principe di Centola, nobile e politico italiano (Pisciotta, n. 1688 - Napoli, † 1744)

## Nuotatori(1)
- Salvatore Cabella, nuotatore e pallanuotista italiano (Sampierdarena, n. 1896 - Genova, † 1965)

## Operai(1)
- Salvatore Novembre, operaio italiano (Capizzi, n. 1940 - Catania, † 1960)

## Organisti(1)
- Salvatore Meluzzi, organista, compositore e direttore di coro italiano (Roma, n. 1813 - Roma, † 1897)

## Ostacolisti(1)
- Salvatore Morale, ex ostacolista, allenatore di atletica leggera e dirigente sportivo italiano (Teolo, n. 1938)

## Pallamanisti(3)
- Salvatore Lantieri, pallamanista e allenatore di pallamano italiano (Siracusa, n. 1944)
- Salvatore Signorelli, pallamanista e allenatore di pallamano italiano (Catania, n. 1969)
- Salvatore Zanghì, ex pallamanista italiano (Siracusa, n. 1970)

## Pallanuotisti(2)
- Salvatore Gionta, pallanuotista italiano (Formia, n. 1930 - Roma, † 2025)
- Salvatore Iacovelli, pallanuotista italiano (Napoli, n. 2009)

## Pallavolisti(1)
- Salvatore Rossini, pallavolista italiano (Formia, n. 1986)

## Paracadutisti(1)
- Salvatore Cannarozzo, paracadutista italiano (Balestrate, n. 1921 - Venezia, † 1953)

## Partigiani(5)
- Salvatore Auria, partigiano italiano (Sommatino, n. 1916 - Strabatenza, † 1944)
- Salvatore Cutelli, partigiano e militare italiano (Chiaramonte Gulfi, n. 1894 - Bussi, † 1943)
- Salvatore Angelo Gitti, partigiano, sindacalista e politico italiano (Gardone Val Trompia, n. 1908 - Brescia, † 1971)
- Salvatore Micale, partigiano italiano (Aci Castello, n. 1919 - Visso, † 1944)
- Salvatore Valerio, partigiano italiano (Napoli, n. 1907 - San Severino Marche, † 1944)

## Patologi(1)
- Salvatore Tommasi, patologo italiano (Roccaraso, n. 1813 - Napoli, † 1888)

## Patrioti(3)
- Salvatore Calvino, patriota, militare e politico italiano (Trapani, n. 1820 - Roma, † 1883)
- Salvatore Chindemi, patriota, storico e poeta italiano (Siracusa, n. 1808 - Palermo, † 1874)
- Salvatore Spinuzza, patriota italiano (Cefalù, n. 1829 - Cefalù, † 1857)

## Piloti automobilistici(1)
- Salvatore Tavano, pilota automobilistico italiano (Siracusa, n. 1980)

## Pittori(28)
- Salvatore Balsamo, pittore italiano (Napoli, n. 1894 - Napoli, † 1922)
- Salvatore Bianchi, pittore italiano (Velate, n. 1653 - Velate, † 1727)
- Salvatore Candido, pittore italiano (Napoli, n. 1798 - Napoli, † 1869)
- Salvatore Castiglione, pittore italiano (Genova, n. 1620 - † 1676)
- Salvatore Contino, pittore italiano (Palermo, n. 1922 - Termini Imerese, † 2008)
- Salvatore Corvaya, pittore italiano (Licata, n. 1872 - Milano, † 1962)
- Salvatore De Gregorio, pittore e decoratore italiano (Napoli, n. 1859 - Catania, † 1928)
- Salvatore Fergola, pittore italiano (Napoli, n. 1796 - Napoli, † 1874)
- Salvatore Ferrari, pittore italiano (Rivello - † 1759)
- Salvatore Fiume, pittore, illustratore e scrittore italiano (Comiso, n. 1915 - Milano, † 1997)
- Salvatore Frangiamore, pittore italiano (Mussomeli, n. 1853 - Roma, † 1915)
- Salvatore Garau, pittore, artista e batterista italiano (Santa Giusta, n. 1953)
- Salvatore Ghisaura, pittore italiano (Ozieri, n. 1823 - Ozieri, † 1889)
- Salvatore Gregorietti, pittore e decoratore italiano (Palermo, n. 1870 - Palermo, † 1952)
- Salvatore Guidotti, pittore italiano (Napoli, n. 1836 - Napoli, † 1903)
- Salvatore Lo Forte, pittore italiano (Palermo, n. 1804 - Palermo, † 1885)
- Salvatore Marchesi, pittore italiano (Parma, n. 1852 - Parma, † 1926)
- Salvatore Mazza, pittore, scrittore e incisore italiano (Milano, n. 1819 - Milano, † 1886)
- Salvatore Messina, pittore italiano (Santa Venerina, n. 1850 - Catania, † 1901)
- Salvatore Mittica, pittore italiano (Messina - Messina, † 1655)
- Salvatore Monosilio, pittore italiano (Messina, n. 1715 - Roma, † 1776)
- Tore Nochi, pittore e scultore italiano (Torino, n. 1933 - Laigueglia, † 1999)
- Salvatore Petruolo, pittore italiano (Catanzaro, n. 1857 - Napoli, † 1946)
- Salvatore Pirisi, pittore italiano (Nuoro, n. 1927 - Nuoro, † 1990)
- Salvatore Postiglione, pittore italiano (Napoli, n. 1861 - Napoli, † 1906)
- Salvatore Pozzi, pittore italiano (Puria, n. 1595 - † 1681)
- Salvatore Provino, pittore italiano (Bagheria, n. 1943)
- Salvatore Valeri, pittore italiano (Nettuno, n. 1856 - Nettuno, † 1946)

## Poeti(11)
- Salvatore Angius, poeta italiano (Lanusei, n. 1980)
- Salvatore Borelli, poeta italiano (Sambiase, n. 1930 - Lamezia Terme, † 2004)
- Salvatore Caporaso, poeta e militare italiano (Nola, n. 1890 - Chieti, † 1929)
- Salvatore Di Giacomo, poeta, drammaturgo e saggista italiano (Napoli, n. 1860 - Napoli, † 1934)
- Salvatore Di Natale, poeta italiano (Napoli, n. 1951)
- Salvatore Palomba, poeta, saggista e paroliere italiano (Napoli, n. 1933)
- Salvatore Poddighe, poeta italiano (Sassari, n. 1871 - Iglesias, † 1938)
- Salvatore Quasimodo, poeta e traduttore italiano (Modica, n. 1901 - Napoli, † 1968)
- Barore Sassu, poeta italiano (Banari, n. 1891 - † 1976)
- Salvatore Testoni, poeta italiano (Bonorva, n. 1865 - † 1945)
- Salvatore Toma, poeta italiano (Maglie, n. 1951 - Ospedale di Gagliano del Capo, † 1987)

## Politologi(2)
- Salvatore Valitutti, politologo e politico italiano (Bellosguardo, n. 1907 - Roma, † 1992)
- Salvatore Vassallo, politologo e politico italiano (San Giovanni a Piro, n. 1965)

## Poliziotti(6)
- Salvatore Davide Arena, carabiniere italiano (Catania, n. 1977)
- Salvatore Bartolotta, carabiniere italiano (Castrofilippo, n. 1935 - Palermo, † 1983)
- Salvatore Bologna, carabiniere italiano (Palazzolo Acreide, n. 1938 - San Gregorio di Catania, † 1979)
- Salvatore Conzeddu, carabiniere italiano
- Salvatore Nuvoletta, carabiniere italiano (Marano di Napoli, n. 1962 - Marano di Napoli, † 1982)
- Salvatore Santostefano, poliziotto italiano

## Presbiteri(7)
- Salvatore D'Angelo, presbitero e politico italiano (Maddaloni, n. 1920 - Maddaloni, † 2000)
- Salvatore D'Aula, presbitero, letterato e filologo italiano (Napoli, n. 1718 - Napoli, † 1782)
- Salvatore Garofalo, presbitero, biblista e scrittore italiano (Torre del Greco, n. 1911 - Roma, † 1998)
- Salvatore Lilli, presbitero italiano (Cappadocia, n. 1853 - Maraş, † 1895)
- Salvatore Minocchi, presbitero, storico e biblista italiano (Raggiolo, n. 1869 - Travale, † 1943)
- Salvatore Nicolosi Sciuto, prete, compositore e organista italiano (Catania, n. 1885 - Catania, † 1977)
- Salvatore Santeramo, presbitero italiano (Barletta, n. 1880 - Barletta, † 1969)

## Principi(1)
- Salvatore Sforza Cesarini, VII principe di Genzano, principe italiano (Roma, n. 1798 - Roma, † 1832)

## Produttori cinematografici(1)
- Salvatore Argento, produttore cinematografico italiano (Roma, n. 1914 - Roma, † 1987)

## Pugili(7)
- Salvatore Burruni, pugile italiano (Alghero, n. 1933 - Alghero, † 2004)
- Salvatore Cavallaro, pugile italiano (Catania, n. 1995)
- Sal Bartolo, pugile statunitense (Boston, n. 1917 - † 2002)
- Joe Dundee, pugile statunitense (Palermo, n. 1903 - Baltimora, † 1982)
- Salvatore Melluzzo, ex pugile italiano (Siracusa, n. 1952)
- Salvatore Todisco, pugile italiano (Napoli, n. 1961 - Collevalenza, † 1990)
- Al Tripoli, pugile statunitense (n. 1904 - † 1990)

## Rapper(1)
- Turi, rapper e produttore discografico italiano (Oppido Mamertina, n. 1976)

## Registi(7)
- Salvatore Bugnatelli, regista, attore e autore televisivo italiano (Catania, n. 1943 - Anzio, † 2018)
- Salvatore Maira, regista italiano (San Cataldo, n. 1947)
- Salvatore Mereu, regista, sceneggiatore e produttore cinematografico italiano (Dorgali, n. 1965)
- Salvatore Nocita, regista e sceneggiatore italiano (Arcisate, n. 1934)
- Salvatore Piscicelli, regista e critico cinematografico italiano (Pomigliano d'Arco, n. 1948 - Roma, † 2024)
- Gennaro Righelli, regista, sceneggiatore e attore italiano (Salerno, n. 1886 - Roma, † 1949)
- Salvatore Samperi, regista e sceneggiatore italiano (Padova, n. 1944 - Trevignano Romano, † 2009)

## Registi teatrali(1)
- Salvatore Ciulla, regista teatrale e direttore artistico italiano (Palermo, n. 1956)

## Religiosi(3)
- Salvatore Avvisati, religioso, oratore e predicatore italiano (Fontanarosa, n. 1608 - Fabriano, † 1689)
- Salvatore Pigem Serra, religioso spagnolo (Vilobí d'Onyar, n. 1912 - Barbastro, † 1936)
- Salvatore Ruta, religioso e scrittore italiano (Messina, n. 1923 - Messina, † 2002)

## Rugbisti a 15(4)
- Salvatore Bonetti, ex rugbista a 15 italiano (Lumezzane, n. 1949)
- Salvatore Carbone, rugbista a 15 italiano (Catania, n. 1983)
- Salvatore Garozzo, ex rugbista a 15 e allenatore di rugby a 15 italiano (Catania, n. 1977)
- Salvatore Perugini, ex rugbista a 15 e dirigente sportivo italiano (Pontelandolfo, n. 1978)

## Saggisti(2)
- Salvo Di Matteo, saggista e storico italiano (Palermo, n. 1936 - Palermo, † 2017)
- Salvatore Mugno, saggista, romanziere e traduttore italiano (Trapani, n. 1962)

## Scacchisti(1)
- Salvatore Albino, scacchista italiano (Benevento - Palermo)

## Sceneggiatori(1)
- Salvatore De Mola, sceneggiatore italiano (Bari, n. 1967)

## Scenografi(1)
- Salvatore Russo, scenografo e costumista italiano (Palermo, n. 1940)

## Schermidori(1)
- Salvatore Greco dei Chiaramonte, schermidore e patriota italiano (Mineo, n. 1835 - Roma, † 1910)

## Scienziati(1)
- Salvatore Trinchese, scienziato italiano (Martano, n. 1836 - Napoli, † 1897)

## Scrittori(18)
- Salvatore Cambosu, scrittore e giornalista italiano (Orotelli, n. 1895 - Nuoro, † 1962)
- Salvatore Camilleri, scrittore, poeta e traduttore italiano (Catania, n. 1921 - Catania, † 2021)
- Salvatore Coccoluto, scrittore, saggista e critico musicale italiano (Terracina, n. 1978)
- Salvatore Farina, scrittore e giornalista italiano (Sorso, n. 1846 - Milano, † 1918)
- Salvatore Galletti, scrittore e pittore italiano (San Cataldo, n. 1923 - Canicattì, † 2010)
- Salvatore Gatto, scrittore e politico italiano (Patti, n. 1904)
- Salvatore Mannuzzu, scrittore, magistrato e politico italiano (Pitigliano, n. 1930 - Sassari, † 2019)
- Salvatore Meluso, scrittore italiano (San Giovanni in Fiore, n. 1926 - Cosenza, † 2013)
- Salvatore Morelli, scrittore, giornalista e patriota italiano (Carovigno, n. 1824 - Pozzuoli, † 1880)
- Salvatore Muzzi, scrittore e giornalista italiano (Bologna, n. 1807 - Bologna, † 1884)
- Salvatore Niffoi, scrittore italiano (Orani, n. 1950)
- Salvatore Parlagreco, scrittore e giornalista italiano (Gela, n. 1941)
- Salvatore Pica, scrittore e gallerista italiano (Napoli, n. 1939 - Napoli, † 2022)
- Salvatore Requirez, scrittore e medico italiano (Palermo, n. 1957)
- Salvo Rinaudo, scrittore e sceneggiatore italiano (Palermo, n. 1973)
- Salvatore Vecchio, scrittore e critico letterario italiano (Palma di Montechiaro)
- Salvatore Viale, scrittore e poeta italiano (Bastia, n. 1787 - Bastia, † 1861)
- Salvo Vitale, scrittore e poeta italiano (Cinisi, n. 1943)

## Scultori(11)
- Salvatore Albano, scultore italiano (Oppido Mamertina, n. 1839 - Firenze, † 1893)
- Salvatore Bruno, scultore italiano (Lecce, n. 1893 - Bari, † 1987)
- Salvatore Buemi, scultore italiano (Novara di Sicilia, n. 1867 - Roma, † 1916)
- Tore Edmondo Calabrò, scultore e pittore italiano (Nizza di Sicilia, n. 1891 - Messina, † 1964)
- Salvatore Di Franco, scultore italiano (Napoli)
- Salvatore Fancello, scultore, ceramista e pittore italiano (Dorgali, n. 1916 - Bregu Rapit, † 1941)
- Salvatore Grita, scultore e critico d'arte italiano (Caltagirone, n. 1828 - Roma, † 1912)
- Salvatore Irdi, scultore italiano
- Salvatore Pisani, scultore italiano (Mongiana, n. 1859 - Milano, † 1920)
- Salvatore di Arischia, scultore italiano (Arischia - Arischia)
- Salvatore Saponaro, scultore italiano (San Cesario di Lecce, n. 1888 - Bizzozero, † 1970)

## Sindacalisti(2)
- Salvatore Bonadonna, sindacalista e politico italiano (Partinico, n. 1942)
- Salvatore Carnevale, sindacalista e politico italiano (Galati Mamertino, n. 1923 - Sciara, † 1955)

## Sollevatori(1)
- Salvatore Epicoco, sollevatore italiano (Lecce, n. 1897)

## Statistici(1)
- Salvatore Distaso, statistico e politico italiano (Bari, n. 1937 - Bari, † 2008)

## Stilisti(1)
- Salvatore Ferragamo, stilista e imprenditore italiano (Bonito, n. 1898 - Firenze, † 1960)

## Storici(8)
- Salvatore Bongi, storico, bibliografo e archivista italiano (Lucca, n. 1825 - Lucca, † 1899)
- Salvatore Gaetani, storico, filologo e filosofo italiano (Martano, n. 1895 - Napoli, † 1964)
- Salvatore Lupo, storico italiano (Siena, n. 1951)
- Salvatore Pagliaro Bordone, storico e saggista italiano (Capizzi, n. 1843 - Capizzi, † 1925)
- Salvatore Pricoco, storico italiano (Catania, n. 1927)
- Salvatore Francesco Romano, storico italiano (Acquaviva Platani, n. 1910 - Como, † 1994)
- Salvatore Sechi, storico italiano (Nulvi, n. 1939)
- Salvatore Tramontana, storico italiano (Bari, n. 1926 - Messina, † 2015)

## Storici della letteratura(1)
- Salvatore Guglielmino, storico della letteratura, critico letterario e docente italiano (Vittoria, n. 1926 - Milano, † 2001)

## Tennisti(1)
- Salvatore Caruso, ex tennista italiano (Avola, n. 1992)

## Tenori(6)
- Salvatore Fisichella, tenore italiano (Catania, n. 1943)
- Salvatore Gioia, tenore italiano (Villarosa, n. 1934 - Avola, † 1999)
- Salvatore Licitra, tenore italiano (Berna, n. 1968 - Catania, † 2011)
- Salvatore Patti, tenore italiano (n. 1800 - Parigi, † 1869)
- Salvatore Pollicino, tenore italiano (Porto Empedocle, n. 1884 - Palermo, † 1961)
- Salvatore Puma, tenore italiano (Racalmuto, n. 1920 - Roma, † 2007)

## Trombettisti(1)
- Turi Golino, trombettista e compositore italiano (Palazzolo Acreide, n. 1920 - Torino, † 2000)

## Velisti(1)
- Salvatore Sarno, velista italiano (Nocera Inferiore, n. 1946)

## Velocisti(1)
- Salvatore Giannone, velocista italiano (Trieste, n. 1936 - Caserta, † 2024)

## Vescovi cattolici(21)
- Salvatore Andreani, vescovo cattolico italiano (Milano, n. 1705 - Lodi, † 1784)
- Salvatore Ballo Guercio, vescovo cattolico italiano (Palermo, n. 1880 - Roma, † 1967)
- Salvatore Bella, vescovo cattolico italiano (Aci Catena, n. 1862 - † 1922)
- Salvatore Boccaccio, vescovo cattolico italiano (Roma, n. 1938 - Frosinone, † 2008)
- Salvatore Giovanni Battista Bolognesi, vescovo cattolico italiano (Venezia, n. 1814 - Belluno, † 1899)
- Salvatore Del Bene, vescovo cattolico italiano (Palena, n. 1880 - Cerreto Sannita, † 1957)
- Salvatore Delogu, vescovo cattolico italiano (Bitti, n. 1915 - Roma, † 2001)
- Salvatore Depau, vescovo cattolico italiano (Ulassai, n. 1831 - Tortolì, † 1899)
- Salvatore Di Salvo, vescovo cattolico italiano (Zafferana Etnea, n. 1922 - Fontecchio, † 2005)
- Salvatore Ferro Berardi, vescovo cattolico italiano (Trapani, n. 1767 - † 1819)
- Salvatore Ronald Matano, vescovo cattolico statunitense (Providence, n. 1946)
- Salvatore Muratore, vescovo cattolico italiano (Campobello di Licata, n. 1946)
- Salvatore Nicolosi, vescovo cattolico italiano (Pedara, n. 1922 - Noto, † 2014)
- Salvatore Pacini, vescovo cattolico, diplomatico e funzionario italiano (Boscona, n. 1506 - † 1581)
- Salvatore Paruzzo, vescovo cattolico italiano (Montedoro, n. 1945)
- Salvatore Giovanni Rinaldi, vescovo cattolico italiano (Cimitile, n. 1937)
- Salvatore Rotolo, vescovo cattolico italiano (Scanno, n. 1881 - Roma, † 1969)
- Salvatore Rumeo, vescovo cattolico italiano (Caltanissetta, n. 1966)
- Salvatore Russo, vescovo cattolico italiano (Catania, n. 1885 - † 1964)
- Salvatore Sorrentino, vescovo cattolico italiano (Torre del Greco, n. 1917 - Torre del Greco, † 2006)
- Salvatore Luigi Zola, vescovo cattolico italiano (Pozzuoli, n. 1822 - Cavallino, † 1898)

## Veterinari(1)
- Salvatore Baldassarre, veterinario italiano (Foggia, n. 1853 - Napoli, † 1917)

## Violinisti(1)
- Salvatore Accardo, violinista italiano (Torino, n. 1941)

## Violoncellisti(1)
- Salvatore Lanzetti, violoncellista e compositore italiano (Napoli - Torino)

## Wrestler(1)
- Salvatore Bellomo, wrestler italiano (Hornu, n. 1951 - † 2019)

## Senza attività specificata(5)
- Salvatore Costanzo, allenatore di rugby a 15 e rugbista a 15 italiano (Catania, n. 1982)
- Salvatore Crocetta, ex politico italiano (Gela, n. 1942)
- Salvatore Cucuzza Silvestri, vulcanologo italiano (Palmi, n. 1923 - Catania, † 2012)
- Salvatore Pelliccioni, ex tiratore a volo sammarinese (Coriano, n. 1933)
- Salvatore Ravecca, idrologo italiano (Viseggi, n. 1552 - † 1612)